# Athénée royal Isabelle Gatti de Gamond
L'Athénée royal Isabelle Gatti de Gamond est un établissement d'enseignement fondamental et secondaire situé à Bruxelles. Fondée par Isabelle Gatti de Gamond en 1864, l'école fut la première institution d'enseignement non-confessionnel pour filles de Belgique.   

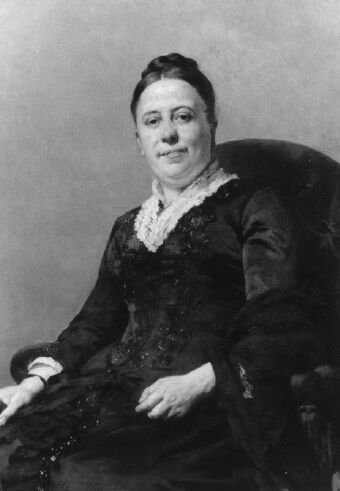
Isabelle Gatti de Gamond par Alfred Cluysenaar, Bruxelles, 1889 (Musée d'histoire de la ville de Bruxelles)

## Historique
Inaugurée le 3 octobre 1864 sous le nom de ‘Cours supérieur d'éducation pour jeunes filles', l’école étendit son offre d’enseignement tout au long de la seconde moitié du XIXe siècle : création d’un jardin d’enfants (1879), d’une ‘section normale’ formant les futures régentes (1880) et d’une section préparatoire à l’enseignement universitaire (1894),,,. L’école devint la première école moyenne officielle pour filles de Belgique et plus tard, le premier lycée pour filles de la capitale belge. Elle fut baptisée ‘Lycée royal Gatti de Gamond’ en 1948 et prit sa dénomination actuelle avec l’ouverture à la mixité en 1976.

## Infrastructures

### Historique des implantations
- 1864: fondation de l'école dans un hôtel de maître situé au rue du Marais 68 (Bruxelles)[1] ;
- 1866: agrandissement de l'école par l'acquisition de la maison voisine (rue du Marais 66)[1];
- 1917 : à la suite de la fermeture de l’école durant la première guerre mondiale, des cours clandestins sont organisés dans des locaux de la rue des Sols (Bruxelles) [5];
- 1926 : déménagement de la 'section normale' à la rue Berkendael (Forest) ;
- 1962 : installation provisoire dans des bâtiments des rues Montagne de l’Oratoire, des Sols et de Ligne (Bruxelles) ;
- 1976 : retour aux sources avec la construction des bâtiments actuels de la rue du Marais[6],[7].

### Campus actuels
Les locaux de l'athénée sont répartis sur deux sites:
- Section fondamentale: rue du Canon 9 à 1000 Bruxelles;
- Section secondaire : rue du Marais 65 à 1000 Bruxelles;

L'école est, depuis la fermeture de l'Athénée royal de Bruxelles (2002), le seul athénée de l'enseignement officiel organisé par la Communauté française situé dans le cœur historique de Bruxelles (Pentagone).

## Enseignement
La section secondaire de l'athénée propose un enseignement général et technique de qualification :
- Options de l'enseignement général: latin, sciences, sciences économiques, sciences sociales et langues modernes.
- Options de l'enseignement technique de qualification : tourisme et gestion.

## Alumni

### Anciens chefs d'établissement
Isabelle Gatti de Gamond (1864-1899), Cornélie Nourry (1899-1902), Lilla Monod (1902-1919), Germaine Collaer-Feytmans (1919-1926), Juliette Orban (1926), Juliette Daco-Wéry (1926-1944), Angèle Ramoisy (1944-1958), Hélène Andries-Leva (1958-1977), Betty Wéry-Hofman (1977-1978), René Pira (1978), Rose Delmez (1978-1979), Pierre Willemart (1980-1989), Andrée Depauw (1990), Jean-Pierre Goman (1990), Bernadette Genotte (1991-2004), Nicole Antoine (2004-2009); Hugues Thiry (2009-2010); André Charneux (2010-2013), Bertrand Wilquet (2013-2014), Pascal Hallemans (2015-2017) et Bertrand Wilquet (depuis 2017).

### Anciens professeurs

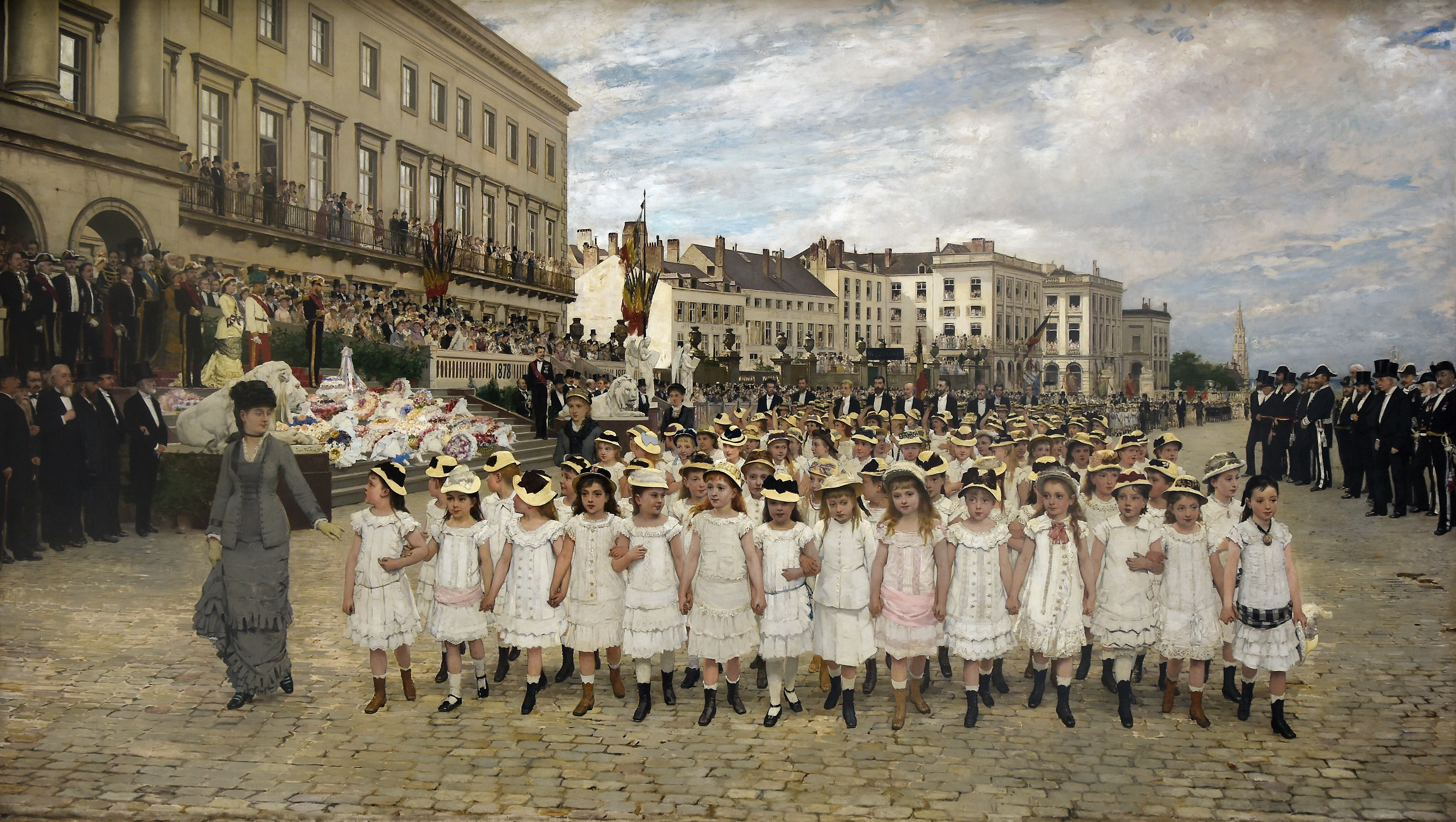
Les élèves de l'actuel athénée royal Isabelle Gatti de Gamond défilant devant le roi Léopold II, Bruxelles, 23 août 1878. La quatrième élève en partant de la gauche est Marie Janson (Jan Verhas, La revue des écoles, Bruxelles, 1880, Musée royaux des Beaux-Arts, Bruxelles)

- Henriette Dachsbeck, féministe, pédagogue.
- Andrée Geulen, 'Juste parmi les Nations'.
- Odile Henri (1892-1945) : enseignante, puis directrice de l'internat de l'école. Membre de l'armée secrète dès 1941. Elle dirigea l’institut jusqu’à la Rafle de juin 1943 où elle fut arrêtée le 12 juin 1943, à la suite d'une dénonciation. Elle perdit la vie au camp de concentration de Bergen-Belsen après avoir caché une dizaine d'enfants juifs dans l'internat. Emmené au camp de Ravensbrück, son époux Henri Ovart mourut quant à lui dans les marches de la mort en 1945[12].
- Anne Morelli, historienne, professeure à l'Université libre de Bruxelles.
- Louise Popelin (1850-1937), elle est, en 1880, une des trois premières étudiantes universitaires belges (avec Emma Leclercq et Marie Destrée).
- Marie Popelin, première femme juriste belge, sœur de Louise.
- Pascal Vrebos, journaliste.

### Anciens élèves
- Alain Berliner, cinéaste.
- Georgette Ciselet, sénatrice.
- Marie Closset, pédagogue.
- Martine Cornil, journaliste.
- Farid El Asri, anthropologue, professeur à l'université catholique de Louvain.
- Alexis Goslain, acteur.
- Marie Janson, première sénatrice belge.
- Marthe de Kerchove de Denterghem, féministe, femme politique.
- Helena Lemkovitch, chanteuse.
- Lio, chanteuse.
- Michel Ngonge, footballeur.
- Ivan Paduart, pianiste et compositeur de jazz.
- Peter Permeke, peintre.
- Blanche Rousseau (1875-1949), auteure.
- Nathalie Uffner, comédienne, metteuse en scène et auteure.
- Marguerite Van de Wiele, auteure.
- Gabrielle Warnant (1881-1960), féministe, femme politique.
- Mourade Zeguendi, acteur.

Alumni de l'Athénée royal Gatti de Gamond
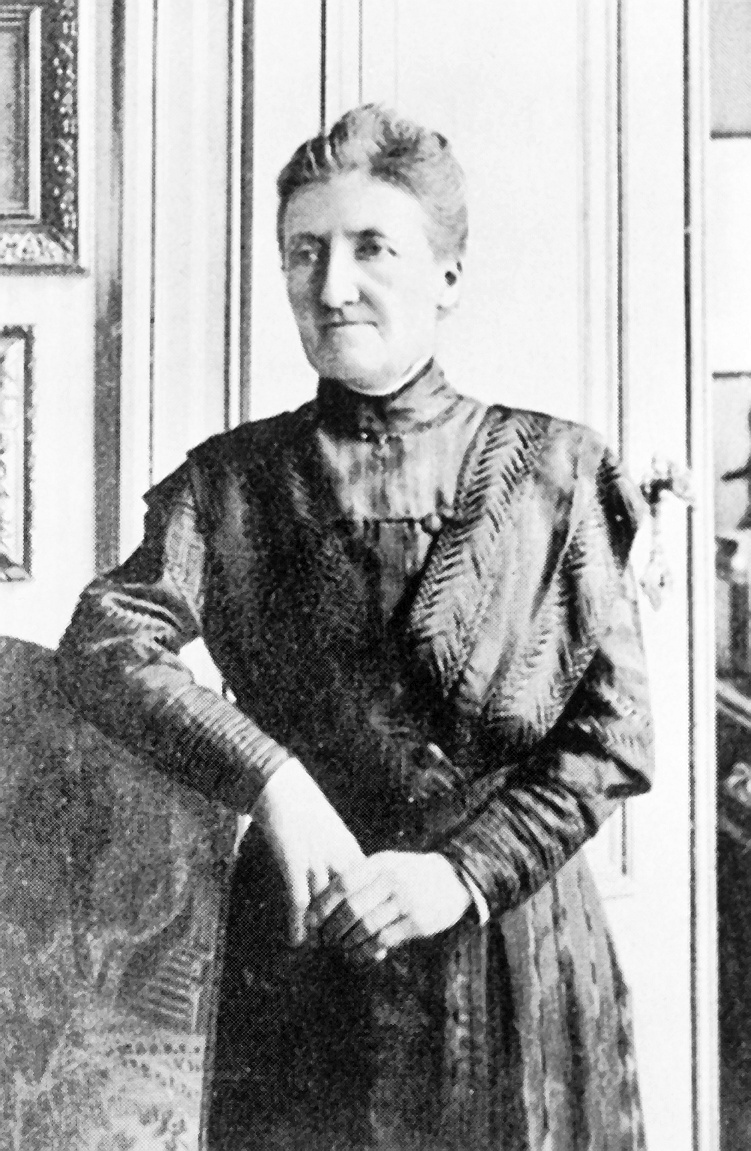
Marie Popelin
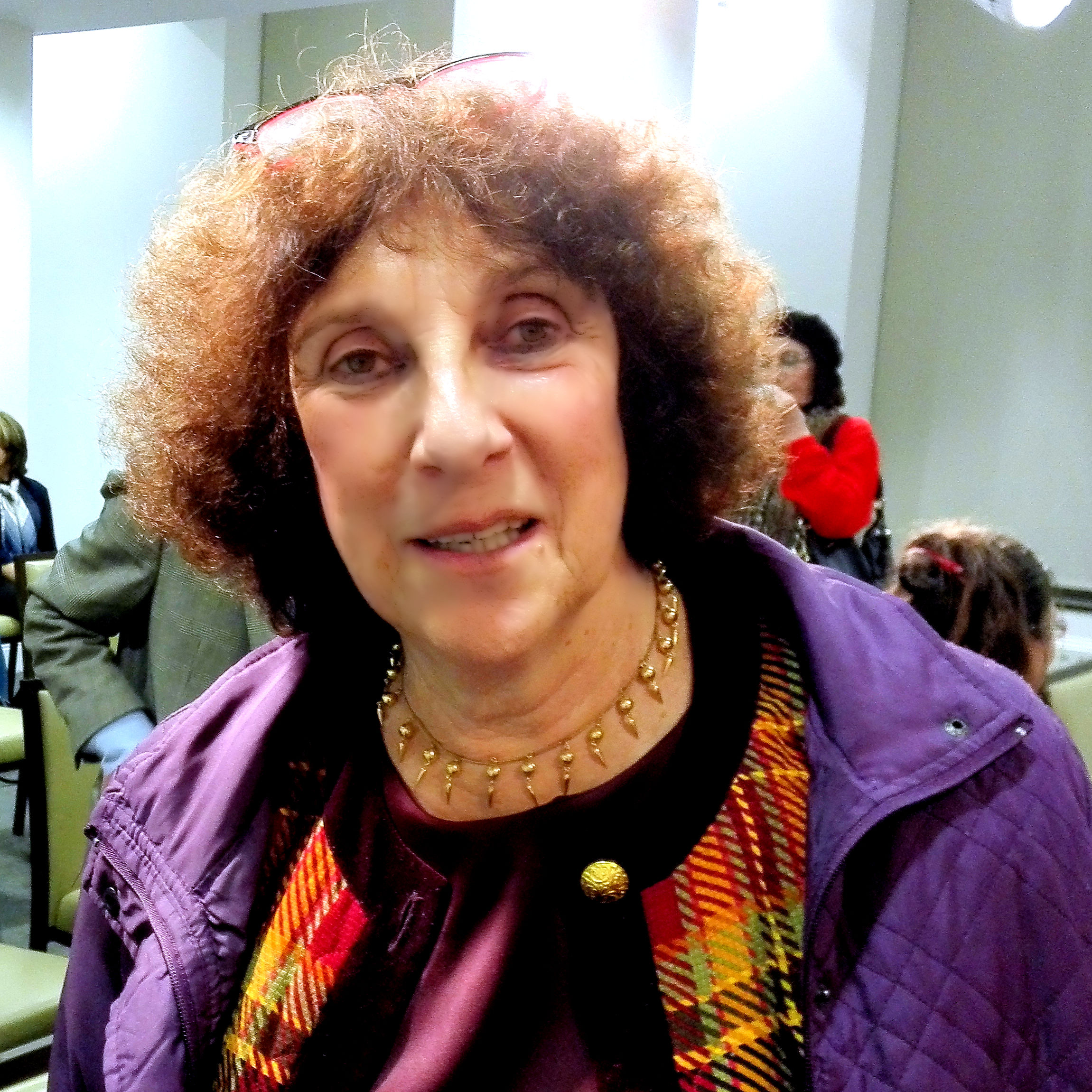
Anne Morelli
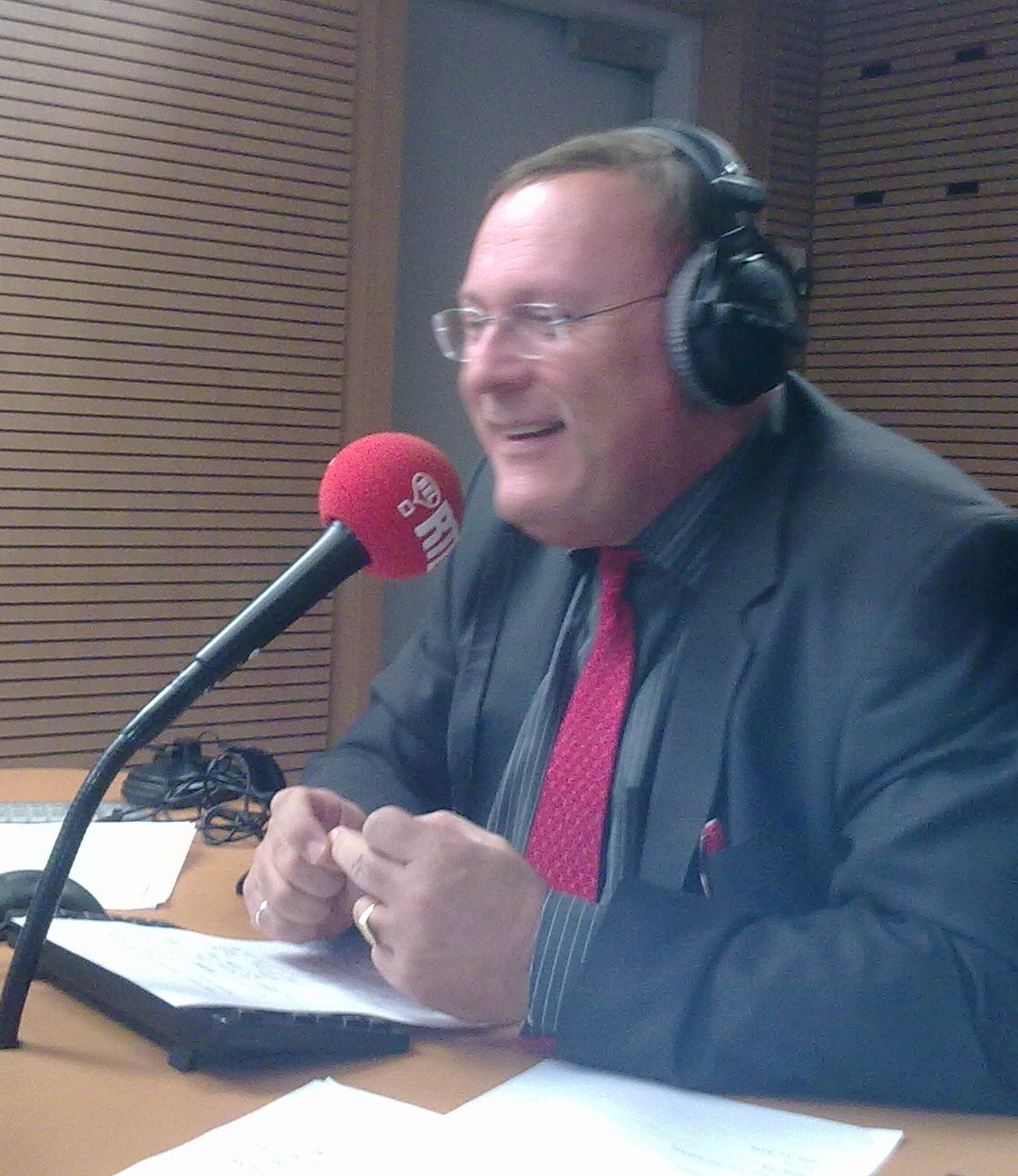
Pascal Vrebos
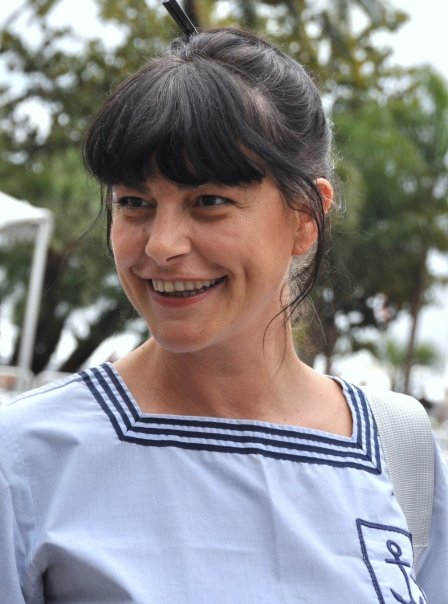
Lio
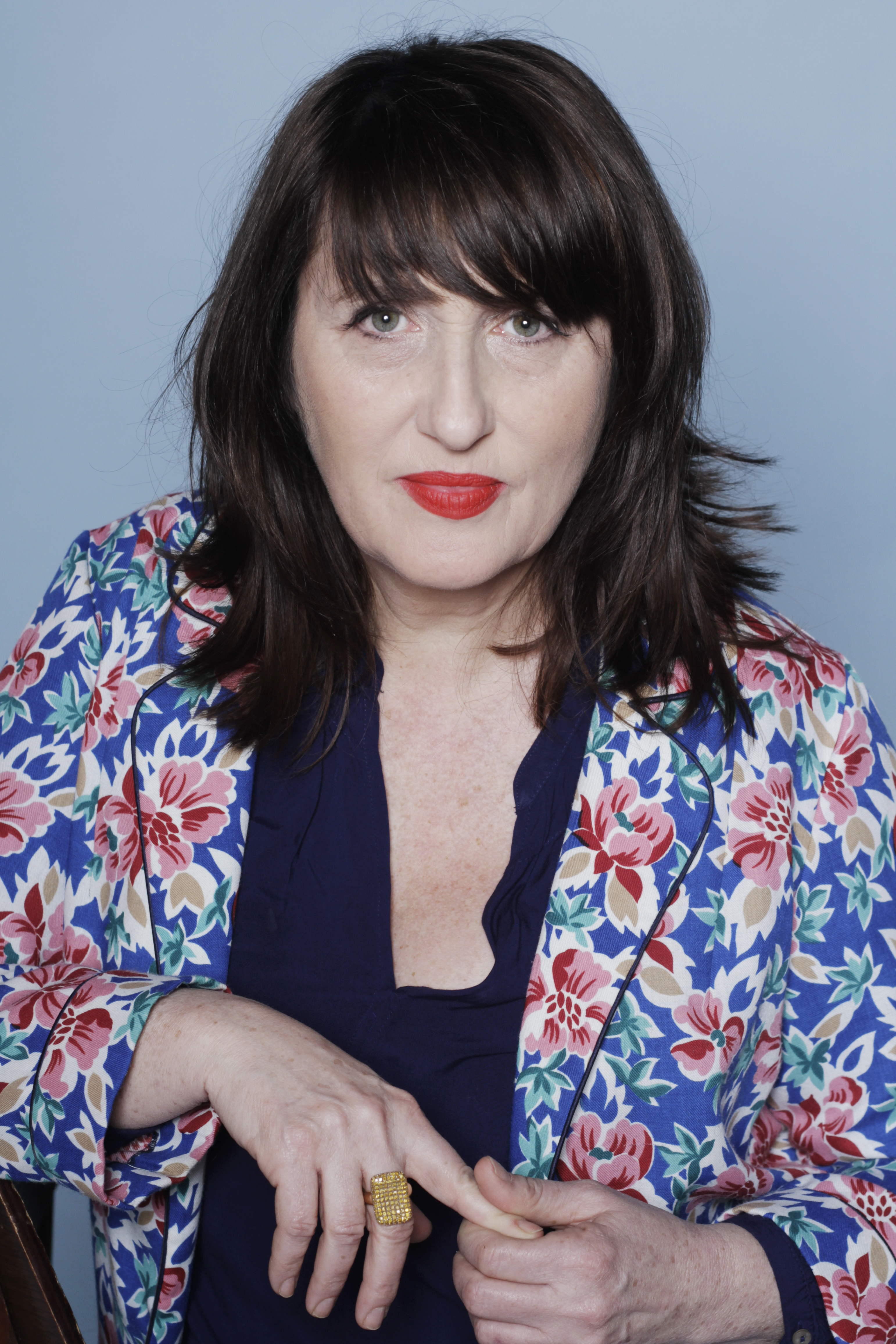
Nathalie Uffner

## Accessibilité
L'implantation A de la section fondamentale et la section secondaire sont situées à proximité des gares ferroviaires de Bruxelles-Nord et Bruxelles-Congrès, ainsi que des stations suivantes :
- Station Rogier : métros 2 et 6, trams 3, 4, 25 et 55 et bus STIB 47, 58, 61 et 88
- Station de Brouckère : métros 1 et 5, trams 3 et 4 et bus STIB 29, 47, 66, 71, 86 et 88

L'implantation B de la section fondamentale est située à proximité des stations de métro Gare de l'Ouest et Jacques Brel.